# 民生産業
民生産業（みんせいさんぎょう）は、かつて存在した日本の企業、日本の法人である。
1935年に日本デイゼル工業として発足。その後1940年に鐘淵紡績（のちに鐘淵実業と合併し鐘淵工業となる）の傘下となり1942年に鐘淵デイゼル工業へ社名変更、そして1946年に鐘淵工業（のちにカネボウを経て海岸ベルマネジメントとなる）からグループ離脱した際に当社名へ変更した。
1950年に大型商用（トラック・バスなど）自動車製造会社の民生デイゼル工業を分社。同社は2ストロークディーゼルエンジンとこれを搭載した車両を主力製品とする特徴ある企業だったが、母体企業の転変を経て日産自動車系列下に入った後の1960年に日産ディーゼル工業へ、さらにはボルボグループ入りしたのち2010年に（初代）UDトラックスへと改称。2014年にボルボ・グループ・ジャパン（現：（2代）UDトラックス）と合併し法人格が消滅した。
本項では民生デイゼル工業への分社以降の、同社による2ストロークディーゼルエンジン搭載車についてもあわせて記述する。

## 沿革

### 民生産業まで

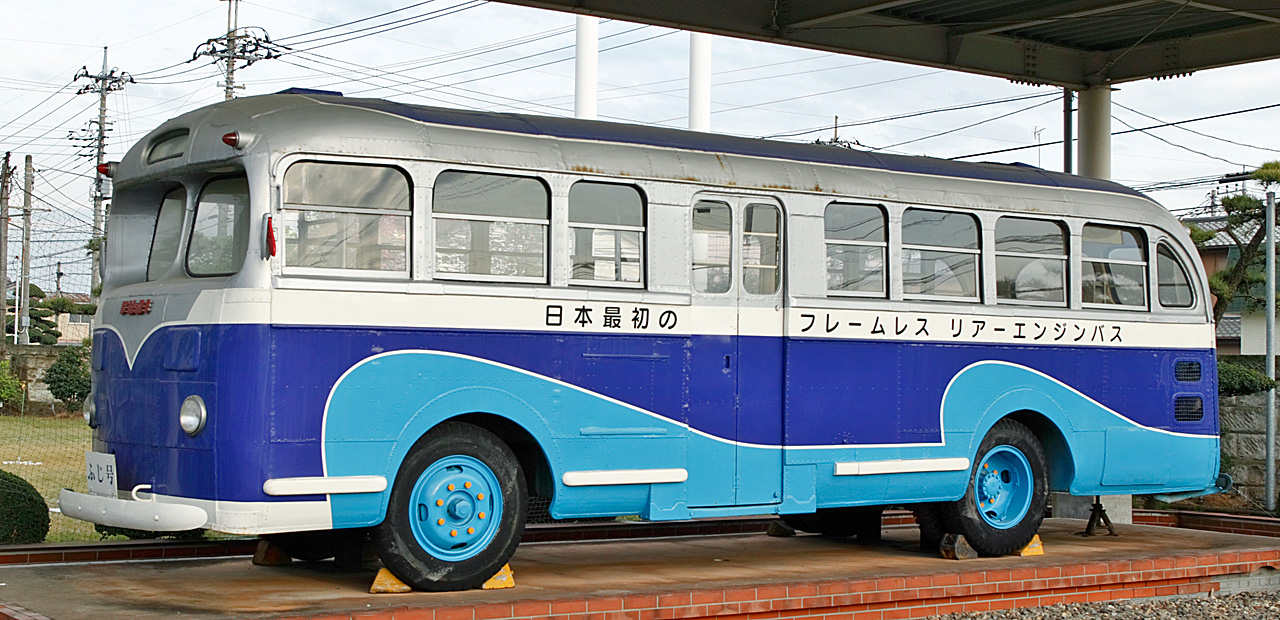
富士産業製「ふじ号」（富士TR014X-2）
日本初のフレームレスリアエンジンバス。民生KD2型エンジンを縦置き搭載する。

- 1935年（昭和10年）- ディーゼルエンジン製造を目的として埼玉県川口市に日本デイゼル工業を創立
  - 1926年（大正15 / 昭和元年）にトラックに搭載され実用化されたドイツのクルップ / ユンカース特許の上下対向ピストン式2サイクルディーゼルエンジンは、自動車用ディーゼルエンジンとしては世界で初めて実用化され、量産された直接噴射式エンジンである。
  - 陸軍中佐（後に初代社長）であった足立竪造は、この新形式の車載可能なディーゼルエンジンに将来性を見出し、資金を集めて日本での特許権を購入、三菱名古屋製作所長の支援を受けて国産化に着手した。
- 1936年（昭和11年）- 上下対向ピストン式2サイクルディーゼルエンジンの生産を開始。社名を採ってND型と名づけられた。
- 1937年（昭和12年）-　サンプルとしてドイツのクルップからディーゼルバス[注釈 2]を取り寄せる。
- 1938年（昭和13年）-　ND1型直列2気筒60ps発売。日本初の無気[注釈 3]直噴エンジンとなる。
- 1939年（昭和14年）-　ND1型60ps搭載のトラック1号車LD3型(3.5 t積・後にTT6型に型式名称変更)完成。しかし完成までの道程は予想以上に厳しく、経営は難航した。LD3型トラック完成の翌月に初代社長であった足立は辞任。陸軍から砲弾の加工、中島飛行機から星型エンジンのコンロッドの生産等を請け負い窮状をしのぐ。
- 1940年（昭和15年）-　戦時色が強まる中、新興財閥として伸長しつつ重工業へのシフトを模索していた鐘淵紡績（のちのカネボウ）は、日本ディゼルに着目して出資、経営権を獲得。直列3気筒4,100 cc 90 psのND2型を搭載したTT9型8 t積トラック、直列4気筒5,400 cc 125 psのND3型とバリエーションを増やし、生産を拡大していく。
- 1942年（昭和17年）- 親会社の鐘淵工業への社名変更に合わせて鐘淵デイゼル工業 と社名変更。エンジン名もKD型となる。大出力の直4・KD5型165 psエンジンも造られるに至ったが、この頃生産自体が国の統制に置かれたトラック用ディーゼルエンジンは、4ストローク予燃焼室式のいすゞ(ヂーゼル自動車工業)系エンジンに集約されたため、鐘淵ディゼルではそれ以外で大出力を活かせるニッチ市場への供給を図らざるを得なくなった。自社でブルドーザーを製造してそれに搭載したほか、船舶用としても供給された。
- 1945年（昭和20年）-　終戦後、残材で鍋釜造りを行って工場稼働を続ける。戦前のTT9型トラックも細々と再生産の準備を始める。
- 1946年（昭和21年）-　社名変更。鐘淵工業は戦後大幅に整理縮小され、元の鐘淵紡績に戻り、鐘淵デイゼル工業も分離して民生産業 へと社名を変更する。エンジン単体を産業機械用に生産開始、得意のブルドーザーも生産を再開したがGHQから制止を受け、トラック・バスの生産に注力せざるを得なかった。
- 1949年（昭和24年）-　旧中島飛行機の富士産業が機体製造技術を駆使してモノコックボディのふじ号バスを開発、技術的成功を収める。搭載されたエンジンは直列2気筒の民生KD2型エンジンであった。
  - この頃日産自動車が民生に対し、トラック用ディーゼルエンジンの供給を打診。当時の日産（車名はニッサン）の標準ガソリントラックであった180型系のシャシにKD2型を搭載し、ディーゼルトラックM180型として発売された。当時の日産大型トラックは、ガソリンエンジンは自社製のNT型、ディーゼルエンジンは三菱重工（東日本重工→三菱自動車→現・三菱ふそうトラック・バス）製を搭載していた。やがてそれは日産から大型トラックシャシを半製状態で供給、民生で組み立て、完成車とする方向へ発展する。

### 民生デイゼルの製品史

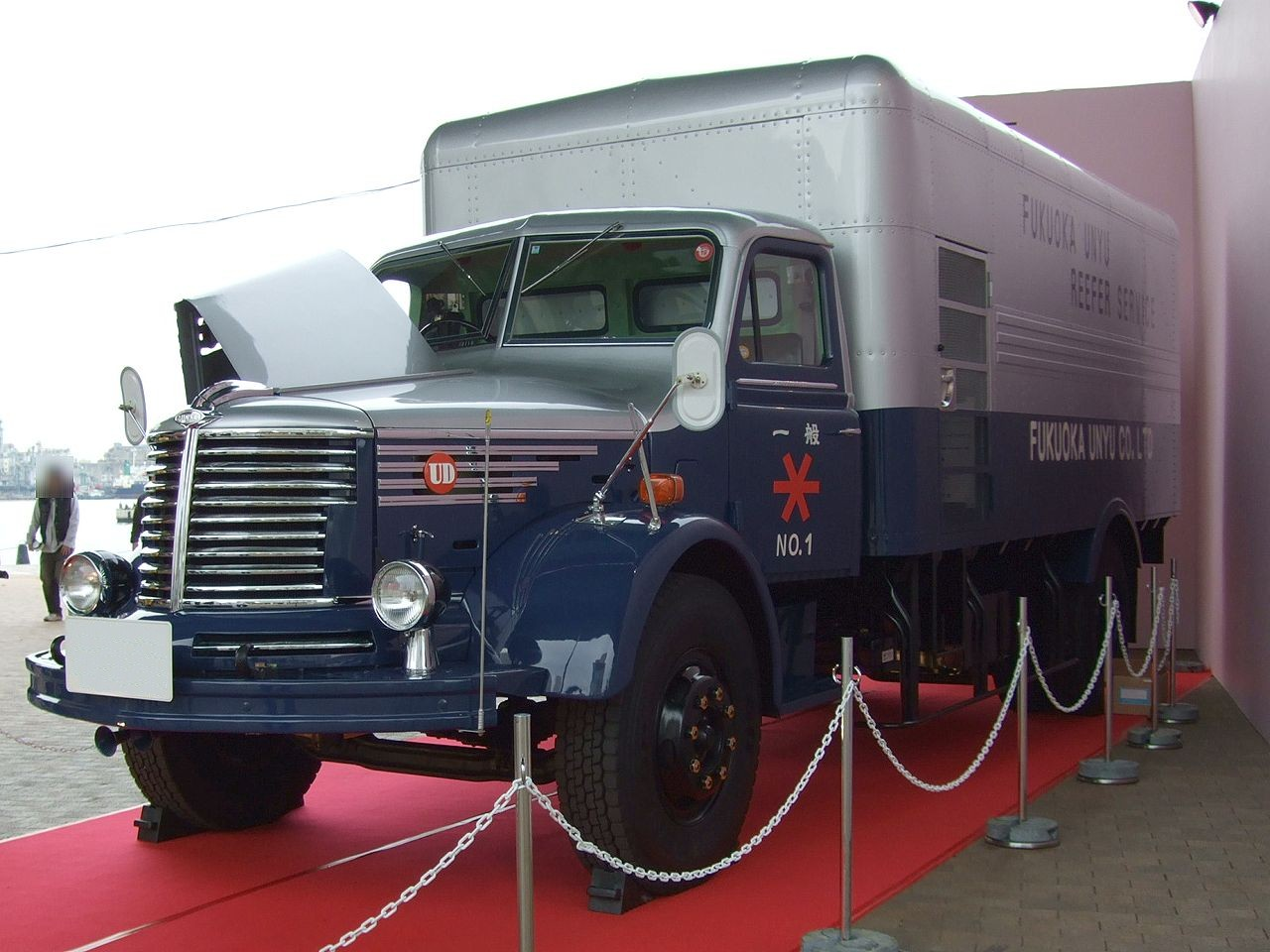
国産初の冷凍車 T80G
矢野特殊自動車工業製 FB-7
福岡運輸

- 1950年（昭和25年）- 民生産業の自動車部門の資産を継承し、資本金1億円をもって民生デイゼル工業 として発足。戦前にダットサンを設計した事で知られる技術者の後藤敬義が社長となる。
  - この頃ふじ号ボディを改良したBR30型民生コンドル号バスを発売、主力商品になる。(後身の日産ディーゼル工業が開発した同名の中型トラックとは無関係)以降バスについては#バス史を参照。
  - 日産180型ベースの4t積トラックを生産。それを5 t積に改良してKD2型を搭載したトラックがミンセイTS21 / TN50型である。更にミンセイ独自のKD3型90 PS搭載のTN93型軸距4.6 m・7.5 t積も市場へ投入、背高エンジンでボンネットは高いが、他社の直列6気筒に比べコンパクトな直列4気筒のため、荷台を長くできた。ついで10 t積・軸距4 mダンプTZ10型、7 t積・軸距4.35 mのTN96型、軸距4.35 m・6 t積のTN95型（いずれもKD3搭載）もラインナップ。
- 1953年（昭和28年）- 日産自動車 が資本参加。
  - 4.5 t積TS23型追加。エンジンもKD2型が70 PSへ、KD3型が105 PSにパワーアップ。後にKD2はKD2B型80 PSとなる。
  - クルップ系のKDエンジンはその強力さをセールスポイントに、20年近くに渡って日本ディゼル・鐘淵ディゼル・民生の主力エンジンとして用いられてきたが、各シリンダー毎に上側ピストンとクランクシャフトとを連結するサイドロッドを2本ずつ備えた、複雑なエンジンブロック構造を強いられる対向ピストン型エンジンは、製造コスト・ランニングコストが割高で、エンジンの背が高すぎるうえ騒音と振動も大きく、性能向上は限界に達していた。このため民生では競合他社の4ストロークエンジンに対する抜本的対抗策が求められ、2ストローク方式は踏襲しながらも新たな方式のエンジンが導入されるに至る。
- 1955年（昭和30年）
  - クルップ系エンジンに代わり、GM（傘下のデトロイト・ディーゼル社）の特許による ユニフロースカベンジング 2ストロークディーゼルエンジン、シリーズ71 のライセンス生産契約を締結、直列3気筒 3,706 cc・120 PSの UD3型 と、直列4気筒 4,941 cc・150 PS の UD4型 を発表、後に直列5気筒 6,177 cc・215 PS の UD5型、直列6気筒 7,413 cc・230 PS の UD6型 も追加する。UD3型は日産・680トラックに搭載され、TS23はUD3搭載の軸距4 m・5 t積TS50型へ、TN93はUD4型搭載と共に軸距4.8 m、スタイルも一新してT75型となる。更にUD6型搭載の6TW型（当時国内最大の10.5 t積）重トラックが発売される。国産初の民間向け3軸10輪大型トラックで、大きすぎて売れないと懸念する声もあったが、運送業界からは歓迎された。
  - また、回転慣性が少なくレスポンスの良いUDエンジンは、トランスミッションのシンクロメッシュがまだ無い時代にもかかわらず（故に変速機構の回転速度を同調させるダブルクラッチ操作のテクニックを要した）、シフトチェンジが軽快に決まり、ドライバーには好評だった。もっとも、軽量高速エンジンとしての単体性能では他社製品をも凌駕したが、騒音と燃費、そして始業点検におけるインテークマニホールドのオイル抜きを要する面で、競合メーカーの4ストロークエンジンに比べ不利であった。
  - 販売機構を充実するため、日産自動車 と折半出資による総販売会社日産民生ジーゼル販売 を設立し、販売部門を分離
- 1959年（昭和34年）
  - T80型 T75系軸距4.8 mのままシャシを強化した8 t積ボンネット型トラック。一方「卵を運んでも割れない車両を」という運送業界のニーズから、RFA型バスより転用したエアサス仕様のTA型もラインナップされた（型式の「A」は共にエアサスの意）。しかし高速でも振動の少ないサスペンション性能がドライバーのスピードオーバーを招きがちでかえって危険であり、コストも高かったことから、比較的短期間で生産中止。舗装路がまだ少ない時代の振動対策としては進んだ試みであったが、道路インフラ自体が不十分な当時としては時期尚早であった。
- 1960年 - T80ベースの3人乗りキャブオーバー型、TC80型 を発売。軸距を5 mとし、荷台長が800 mm拡大される。

### 日産ディーゼルのUD型搭載車史

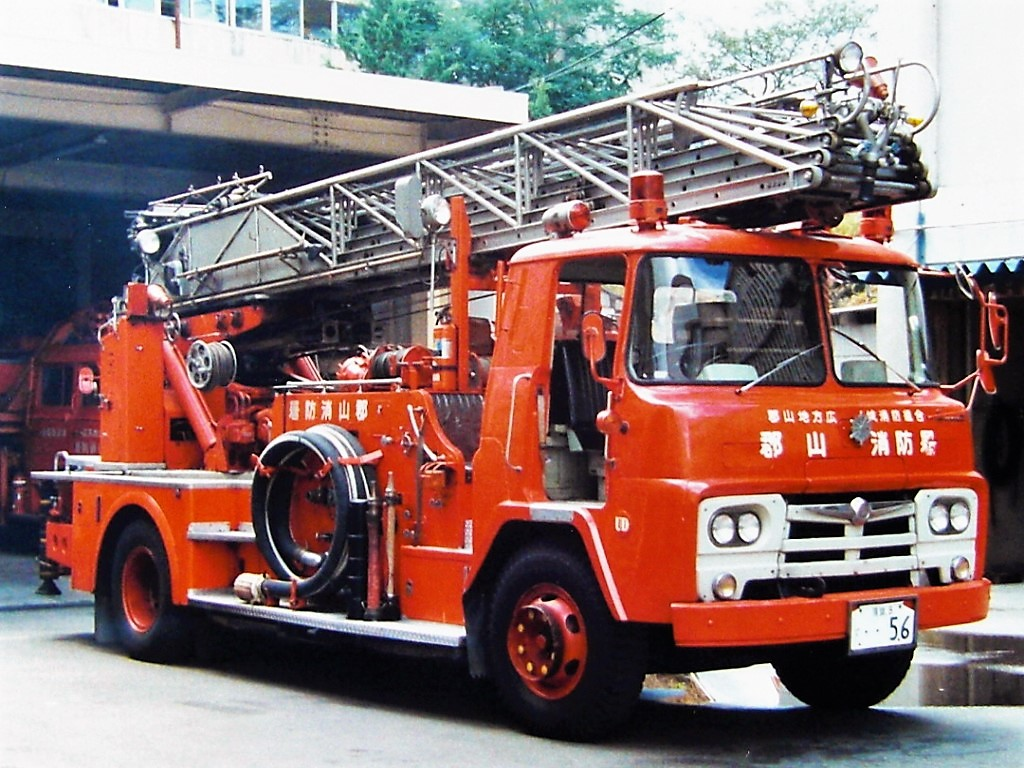
日産ディーゼルTC80G形トラック「サングレイト」
消防車（郡山消防署）、1965年式

- 1960年（昭和35年）-　民生デイゼル工業が日産ディーゼル工業 へと社名変更し、合わせて総販売会社、日産民生ジーゼル販売 を日産ディーゼル販売 と社名変更。
- 1961年（昭和36年）-　6TWDC12　6TWベースのキャブオーバー型11.5 t積。全長10.16 m 軸距5.1 mで荷台長7.6 m GVW 19.555 t は当時国内最大。同年、埼玉県上尾市に11万坪の土地を購入、上尾工場建設に着手。製品名をそれまでの「ミンセイ」から、「ニッサンディーゼル」に改称。
- 1963年（昭和38年）-　UE680型　日産ブランド680型トラックの5.5 t積キャブオーバー車UD3型123 ps搭載。後1966年（昭和41年）に6 t積UEG681型サングレイト6へ進化
- 1964年（昭和39年）-　キャブオーバー車のキャブを、8 t積と11.5 t積で共通の物へとモデルチェンジし、サングレイトの愛称が付く。
- 1966年（昭和41年）-　UD33 / 43 / 63 / 50 UD型エンジンが改良され、直列3気筒が130 ps、直列4気筒が175 ps、直列6気筒が240 psとなり、新たに直列5気筒215 psとV型8気筒330 psが追加。
- 1968年（昭和43年）
  - 5TVC10型　パワーステアリング採用の前2軸10 t積トラック。UD5型を搭載
  - 6TWC13T　第5輪荷重12 t（トレーラー積載20 t）のセミトレーラー用トラクター。UD6型搭載
  - 8TVW70C型　当時国内最大の80 t吊クレーン4軸シャーシー。UDV8型を搭載
- 1969年（昭和44年）　将来の排出ガス規制や騒音規制のため2ストロークディーゼルの廃止を決定、コンベンショナルな4ストロークディーゼルエンジンを新開発、4ストローク直6のPD6型(10.3 L・185 ps)をPT系トラックに、同ND6型(6.8 L・135 ps)をU、UE、UG、DUのニッサントラック系に搭載する。翌1970年（昭和45年）PE6(11.7 L・220 ps)をC*系トラックに搭載。ニッサントラック系は廃止
- 1971年（昭和46年）-　C*系トラックをフルモデルチェンジすると共に、日本初の直噴ターボPD6T型265 ps搭載。それまでの予燃焼室ターボの未解決問題がこのPD6Tで一挙に解決した。
- 1972年（昭和47年）
  - 4ストロークV型8気筒のRD8型(14.3 L・280 ps)と、V型10気筒のRD10型(17.9 L・350 ps)をラインナップ。
  - TW50系　4ストロークディーゼルの大型ボンネットトラック。6TW型系の人気は絶大であった。
- 1973年（昭和48年）- UD系エンジンを搭載した*T系トラック、*R系バスが生産終了するが、V型12気筒のUDV12搭載の重ダンプWD38型が登場。全幅3.8 m、最積量38 t、車両総重量70 t の巨体で、同社の2ストロークディーゼルトラックの最後を飾る。

## UD型ディーゼルエンジン一覧

UD-6型ディーゼルエンジンの広告
1955年（昭和30年）

UD型は、2ストロークの利点を生かし、リッターあたりの出力が30 ps超級の軽量エンジンであった。全機種共通で内径110mm × 行程130mmである。
| 型式  | 排気量    | 馬力             | トルク                | おもな搭載車                                     |
| ----- | --------- | ---------------- | --------------------- | ------------------------------------------------ |
| UD3   | 3,706 cc  | 130 ps/2,400 rpm | 45.5 kg・m/1400 rpm   | U、UG、UEG、DU系、TU、UR、3T10SC                 |
| UD4   | 4,941 cc  | 175 ps/2,400 rpm | 63.0 kg・m/1,400 rpm  | 4R(A)系、4T系、T(F)8系                           |
| UD5   | 6,177 cc  | 215 ps/2,400 rpm | 75.0 kg・m/1,400 rpm  | 5R(A)系、5T系                                    |
| UD6   | 7,413 cc  | 240 ps/2,200 rpm | 92.0 kg・m/1,400 rpm  | 6R(A)系、6T系、MF6系、WD15（重オフロードダンプ） |
| UDV8  | 9,882 cc  | 350 ps/2,300 rpm | 126.0 kg・m/1,400 rpm | V8RA系、MF8系                                    |
| UDV12 | 14,825 cc | 500 ps/2,200 rpm | 188.0 kg・m/1,400 rpm | WD38（重オフロードダンプ）                       |

## バス史
- 1947年
  - KB3T　KD3型90ps軸距5mのTT9型トラックに架装したボンネットバス
  - KB3A　KB3Tをバス用低床フレームに改めたボンネットバス
- 1948年
  - KB3B　KB3Aまでの経験を元に抜本的に改良したボンネットバス。全長9.25m軸距5.3m全幅2.2m全高2.29m
  - KB3L　KB3Bの全長8.25m軸距4.35mにした中型ボンネットバス
  - KB2LC　KD2型60ps搭載のキャブオーバー車。全長8.1m軸距4.35m全幅2.3m全高2.7m、
- 1950年
  - BR30 コンドル号　全長10.4m軸距5.3m全幅2.45m全高2.785m KD3型90ps横置き搭載、アングルドライブのフレームレスリヤエンジンバス。ボディはふじ号の富士産業（旧中島飛行機）製R5型。[注釈 4]。
  - BR31　BR30の全長9.53m路線用中扉モデル。（BR30型は観光用でトップドアなのでフロントオーバーハングが長い）
  - BS22　KD2搭載の中型ボンネットバス。全長7.52m軸距4.3m全幅2.4m全高2.735m
  - BR20 コンドルジュニア　BR30のKD2搭載中型版。全長8.68m軸距4.2m全幅2.3m全高2.9m
  - BR21 コンドルジュニア路線用。全長7.725m軸距3.8m全幅2.25m全高2.95m
- 1951年
  - BR32コンドル路線バスの軸距4.4m版。後にKD3型が105psとなりBR341となる。更に細かいボデー仕様違いによりBR342/344も追加（ボディーは新日国工業・342?）となる。同時に105ps化でBR30はBR311、BR31はBR324と発展する。
  - BN32　KD3型120ps搭載のKB3L中型ボンネットバスの発展型。全幅2.3mへモデルチェンジ。
- 1953年
  - BN33　BN32の軸距4.8m版ボンネットバス　
  - BE31　BN33の軸距5.3m版　KB3Bの発展型。
- 1955年
  - エンジンをユニフロー掃気のUD型に変更。[注釈 5]
  - BS60　ボンネットバスBSのUD3型搭載版。軸距は4.3m。日産ブランドではU490。
  - B70S　ボンネットバスBNのUD4型搭載版。軸距は4.3m。
  - B70　ボンネットバスBNのUD4型搭載版。軸距は4.5m。
  - B80　ボンネットバスBEのUD4型搭載版。軸距は5mとなる。
  - 6RF101コンドル　UD6型230psを搭載したフレームレスモノコックボデーリヤエンジンバス。
  - RF90コンドル　BR系リヤエンジンモノコックのUD4搭載版。
  - RS イーグル　新日国工業製フレームレスモノコックボデーリヤエンジンバス。
  - RX80　UD4搭載軸距4.2mラダーフレーム付きリヤエンジンバス
- 1957年
  - RFA　コンドルエアサス車
- 1960年　4R**　RF系までの横置きエンジンアングルギヤドライブを、コンベンショナルな縦置きエンジンにしたリヤエンジンバス

以降のバスは日産ディーゼル・R/RAを参照。

### かつて活躍したミンセイバスの画像
出典：ポピュラサイエンス日本語版、1954年7月号

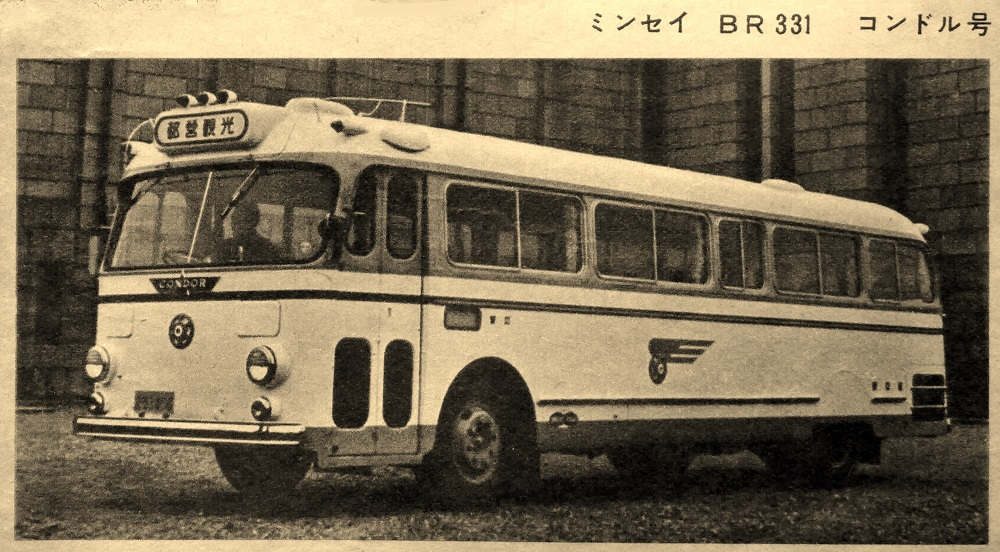
BR331 コンドル号 エンジン KD-3 120馬力 軸距 5000ミリメートル 全長 9600ミリメートル 定員 64
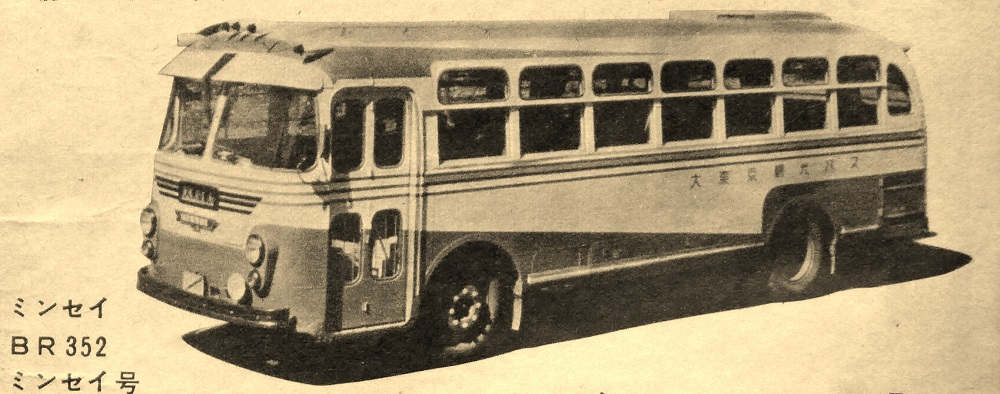
BR352 ミンセイ号 エンジン KD-3 120馬力 軸距 4300ミリメートル 全長 8995ミリメートル 定員 60
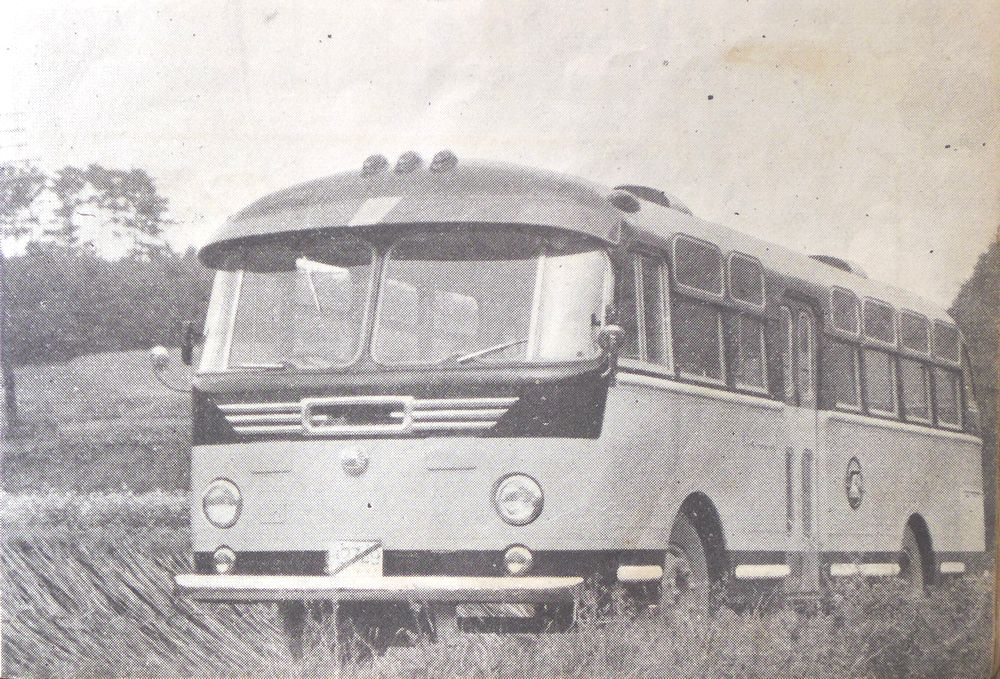
BR346 エンジン 120馬力 全長 8メートル60 国鉄 下諏訪-岡谷間 ロマンスシート35人
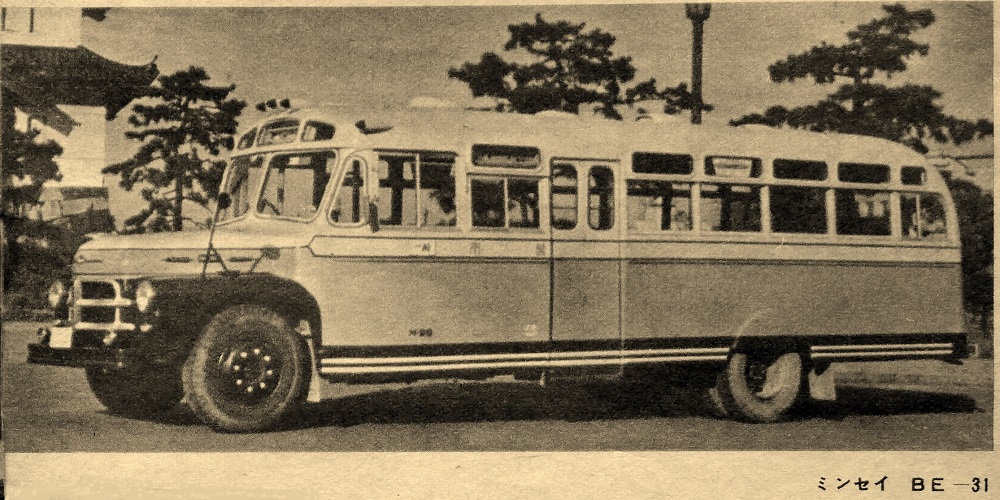
BE31 エンジン KD-3 120馬力 軸距 5300ミリメートル 全長 9525ミリメートル 定員 61
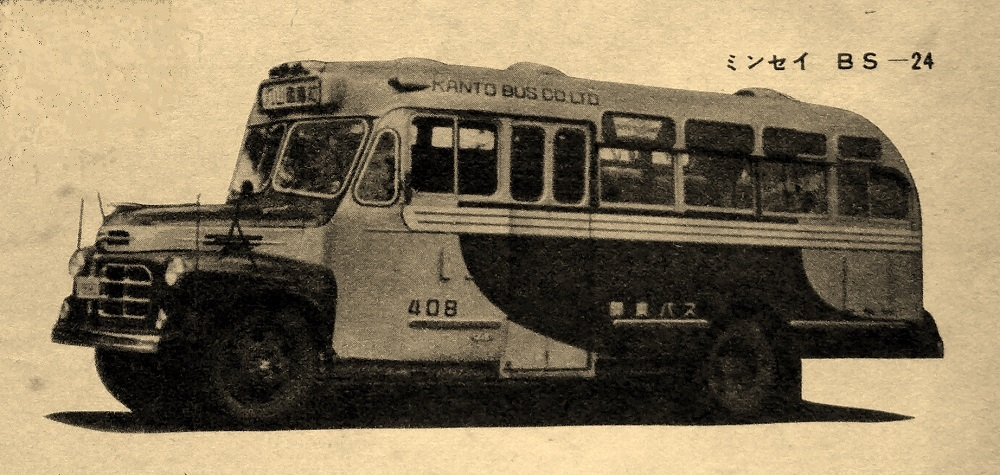
BS24 エンジン KD-2 80馬力 軸距 4300ミリメートル 全長 8058ミリメートル 定員 49

- BR331 コンドル号
エンジン KD-3 120馬力
軸距 5000ミリメートル
全長 9600ミリメートル
定員 64
- BR352 ミンセイ号
エンジン KD-3 120馬力
軸距 4300ミリメートル
全長 8995ミリメートル
定員 60
- BR346
エンジン 120馬力
全長 8メートル60
国鉄 下諏訪-岡谷間
ロマンスシート35人
- BE31
エンジン KD-3 120馬力
軸距 5300ミリメートル
全長 9525ミリメートル
定員 61
- BS24
エンジン KD-2 80馬力
軸距 4300ミリメートル
全長 8058ミリメートル
定員 49